# Pseudorthocladius uniserratus
Pseudorthocladius uniserratus är en tvåvingeart som beskrevs av Ole Anton Saether och James E. Sublette 1983. Pseudorthocladius uniserratus ingår i släktet Pseudorthocladius och familjen fjädermyggor. Inga underarter finns listade i Catalogue of Life.